# Zittersheim
Zittersheim é uma comuna francesa na região administrativa de Grande Leste, no departamento Baixo Reno. Estende-se por uma área de 8,04 km². Em 2010 a comuna tinha 251 habitantes (densidade: 31,2 hab./km²).